# 田家镇街道
田家镇街道是中华人民共和国湖北省黄冈市武穴市下辖的一个街道办事处。

## 行政区划
田家镇街道下辖以下村级行政区划单位：
田镇社区、金塔社区、郭冲社区、山上社区、盘塘社区、上郭社区、兰州社区、马口社区、钱炉社区和韩垸社区。